# Вітрильний спорт на літніх Олімпійських іграх 1956
Змагання з вітрильного спорту на літніх Олімпійських іграх 1956 в Мельбурні тривали з 26 листопада до 5 грудня в затоці Порт-Філіп. Розіграно 5 комплектів нагород у відкритих дисциплінах, тобто жінки могли змагатися нарівні з чоловіками, утім змагалися лише чоловіки.

## Країни
| Аргентина (ARG)                  | Австралія (AUS) | Австрія (AUT)         |
| Багамські Острови (BAH)          | Бельгія (BEL)   | Бермуди (BER)         |
| Бірма (BIR)                      | Бразилія (BRA)  | Канада (CAN)          |
| Куба (CUB)                       | Данія (DEN)     | Фіджі (FIJ)           |
| Фінляндія (FIN)                  | Франція (FRA)   | Велика Британія (GBR) |
| Об'єднана німецька команда (EUA) | Греція (GRE)    | Ірландія (IRL)        |
| Італія (ITA)                     | Норвегія (NOR)  | Нова Зеландія (NZL)   |
| Португалія (POR)                 | ПАР (RSA)       | Сінгапур (SIN)        |
| Швеція (SWE)                     | Таїланд (THA)   | СРСР (URS)            |
| США (USA)                        |                 |                       |

## Медальний залік
| Дисципліна        | Золото                                                         | Срібло                                                                                        | Бронза                                                              |
| ----------------- | -------------------------------------------------------------- | --------------------------------------------------------------------------------------------- | ------------------------------------------------------------------- |
| 1956: Фінн        | Данія (DEN) · Пауль Ельвстрем                                  | Бельгія (BEL) · Андре Неліс                                                                   | США (USA) · Джон Марвін                                             |
| 1956: 12 м2 Шарпі | Нова Зеландія (NZL) · Пітер Мандер · Джек Кропп                | Австралія (AUS) · Ролланд Таскер · Джон Скотт                                                 | Велика Британія (GBR) · Джаспер Блеколл · Теренс Сміт               |
| 1956: Зоряний     | США (USA) · Герберт Вільямс · Лоуренс Лоу                      | Італія (ITA) · Агостіно Страуліно · Ніколо Роде                                               | Багамські Острови (BAH) · Дарвард Ноулз · Слоун Фаррінґтон          |
| 1956: Дракон      | Швеція (SWE) · Фольке Булін · Бенґт Пальмквіст · Лейф Вікстрем | Данія (DEN) · Оле Бернтсен · Сіріл Андресен · Крістіан фон Бюлов                              | Велика Британія (GBR) · Ґрем Манн · Роналд Бекас · Джонатан Джансон |
| 1956: 5,5 метра   | Швеція (SWE) · Ларс Терн · Ярмар Карлссон · Стуре Сторк        | Велика Британія (GBR) · Роберт Перрі · Девід Баукер · Джон Діллон · Ніл Кеннеді-Кохран-Патрік | Австралія (AUS) · Джок Старрок · Даґлас Бахтон · Деверо Міттон      |

## Таблиця медалей
| Місце               | Країна                  | Золото | Срібло | Бронза | Загалом |
| ------------------- | ----------------------- | ------ | ------ | ------ | ------- |
| 1                   | Швеція (SWE)            | 2      | 0      | 0      | 2       |
| 2                   | Данія (DEN)             | 1      | 1      | 0      | 2       |
| 3                   | США (USA)               | 1      | 0      | 1      | 2       |
| 4                   | Нова Зеландія (NZL)     | 1      | 0      | 0      | 1       |
| 5                   | Велика Британія (GBR)   | 0      | 1      | 2      | 3       |
| 6                   | Австралія (AUS)         | 0      | 1      | 1      | 2       |
| 7                   | Італія (ITA)            | 0      | 1      | 0      | 1       |
| 7                   | Бельгія (BEL)           | 0      | 1      | 0      | 1       |
| 9                   | Багамські Острови (BAH) | 0      | 0      | 1      | 1       |
| Загалом (9 збірних) | Загалом (9 збірних)     | 5      | 5      | 5      | 15      |